# غاري روبرتس (لاعب كرة قدم بريطاني)
غاري روبرتس (بالإنجليزية: Gary Roberts)‏ (2 فبراير 1987 في المملكة المتحدة - ) هو لاعب كرة قدم بريطاني في مركز الوسط. شارك مع منتخب إنجلترا تحت 16 سنة لكرة القدم ومنتخب إنجلترا تحت 17 سنة لكرة القدم ومنتخب إنجلترا تحت 18 سنة لكرة القدم ومنتخب إنجلترا تحت 19 سنة لكرة القدم. أما مع النوادي، فقد لعب مع بورت فايل ونادي روذرهام يونايتد ونادي فلوريانا ونادي كرو ألكساندرا ونادي كوناهس كواي ويوفل تاون ونادي ويتون ألبيون ونادي مانسفيلد تاون ونادي موستا ‏.

## وصلات خارجية
- غاري روبرتس (لاعب كرة قدم بريطاني) على موقع قاعدة بيانات كرة القدم.إي يو (الإنجليزية)
- غاري روبرتس (لاعب كرة قدم بريطاني) على موقع Soccerbase.com (لاعب) (الإنجليزية)
- غاري روبرتس (لاعب كرة قدم بريطاني) على موقع Soccerway.com (الإنجليزية)